# Silvaplana
Silvaplana (rätoromanisch Silvaplaunaⓘ) ist eine politische Gemeinde und ein Dorf im Schweizer Kanton Graubünden. Silvaplana liegt im Engadin und gehört zur Region Maloja.

## Geographie

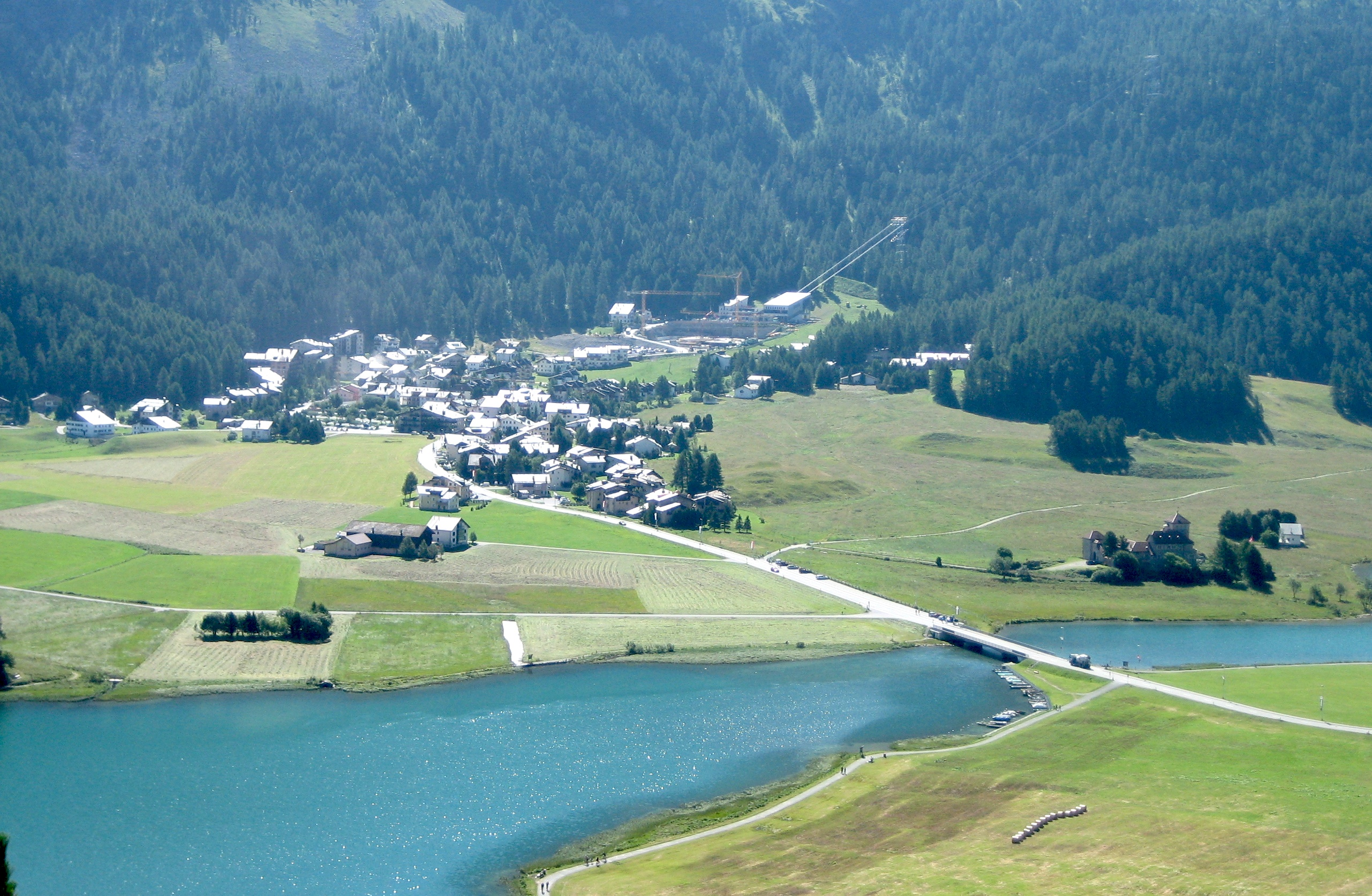
Silvaplana-Surlej

Der bekannte Urlaubsort liegt am Silvaplanersee im Oberengadin auf einer Höhe von 1815 m am Beginn des Inntals. Der See ist der mittlere der drei Oberengadiner Seen und liegt zwischen dem St. Moritzersee und dem Silsersee. Zu Silvaplana gehören die Fraktionen Champfèr und Surlej. Der Dorfteil Surlej (romanisch für ‚über dem See‘) liegt auf der südlichen Seite des Inns am Fusse des Piz Corvatsch.
Unweit dieses Ortsteils befindet sich am Seeufer ein Felsblock, von dem Friedrich Nietzsche berichtet, dass er den Gedanken an die ewige Wiederkehr – der Schrift Also sprach Zarathustra zugrunde liegt – im August 1881 gefasst habe, als er an dieser Stelle haltmachte.
Der Ortsteil Champfèr befindet sich an der Grenze zu St. Moritz. So trennt der Suvrettabach (Ova da Suvretta) das Dorf in zwei Fraktionen, die politisch zu Silvaplana oder eben zu St. Moritz gehören.

## Geschichte

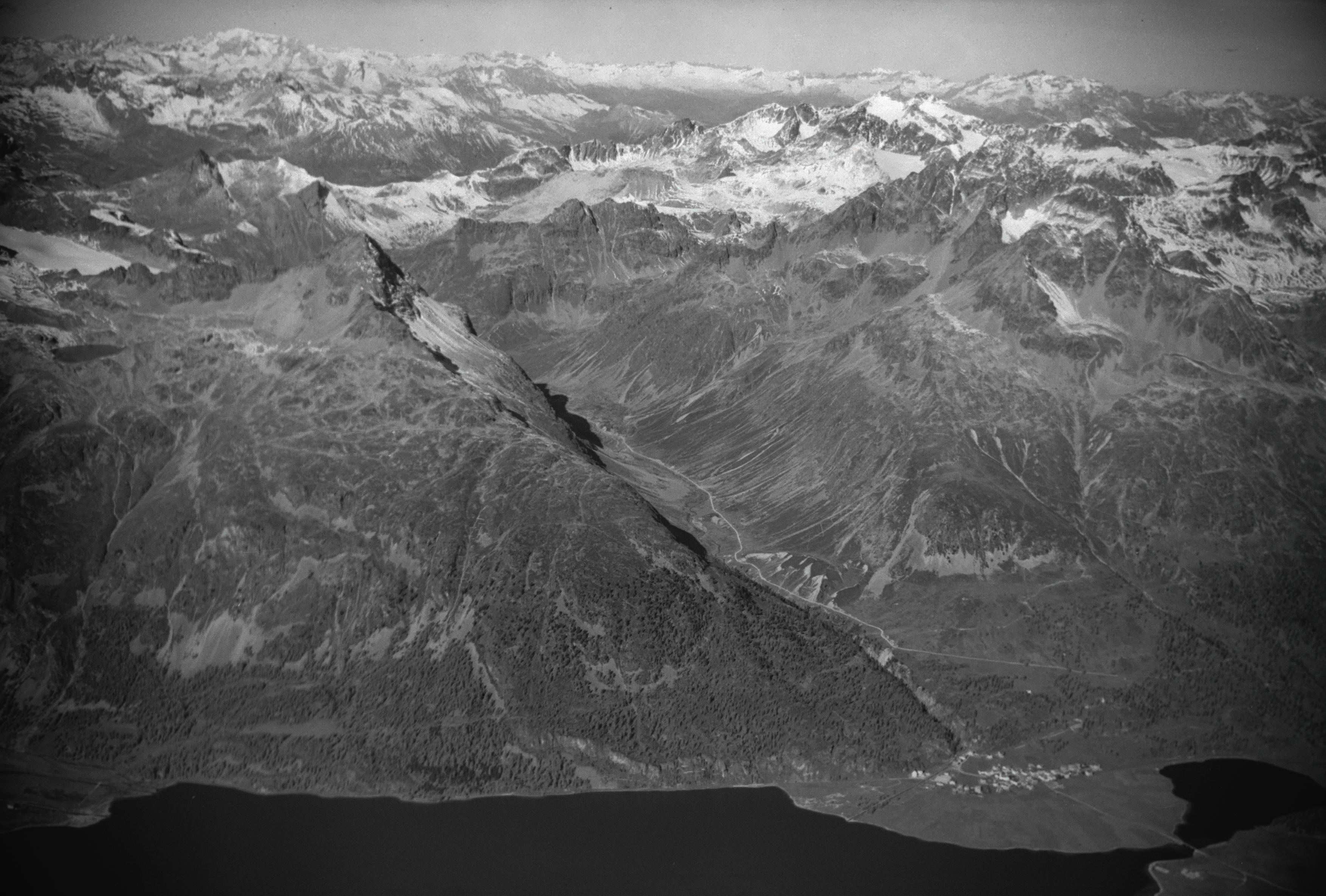
Luftbild von Walter Mittelholzer von 1934

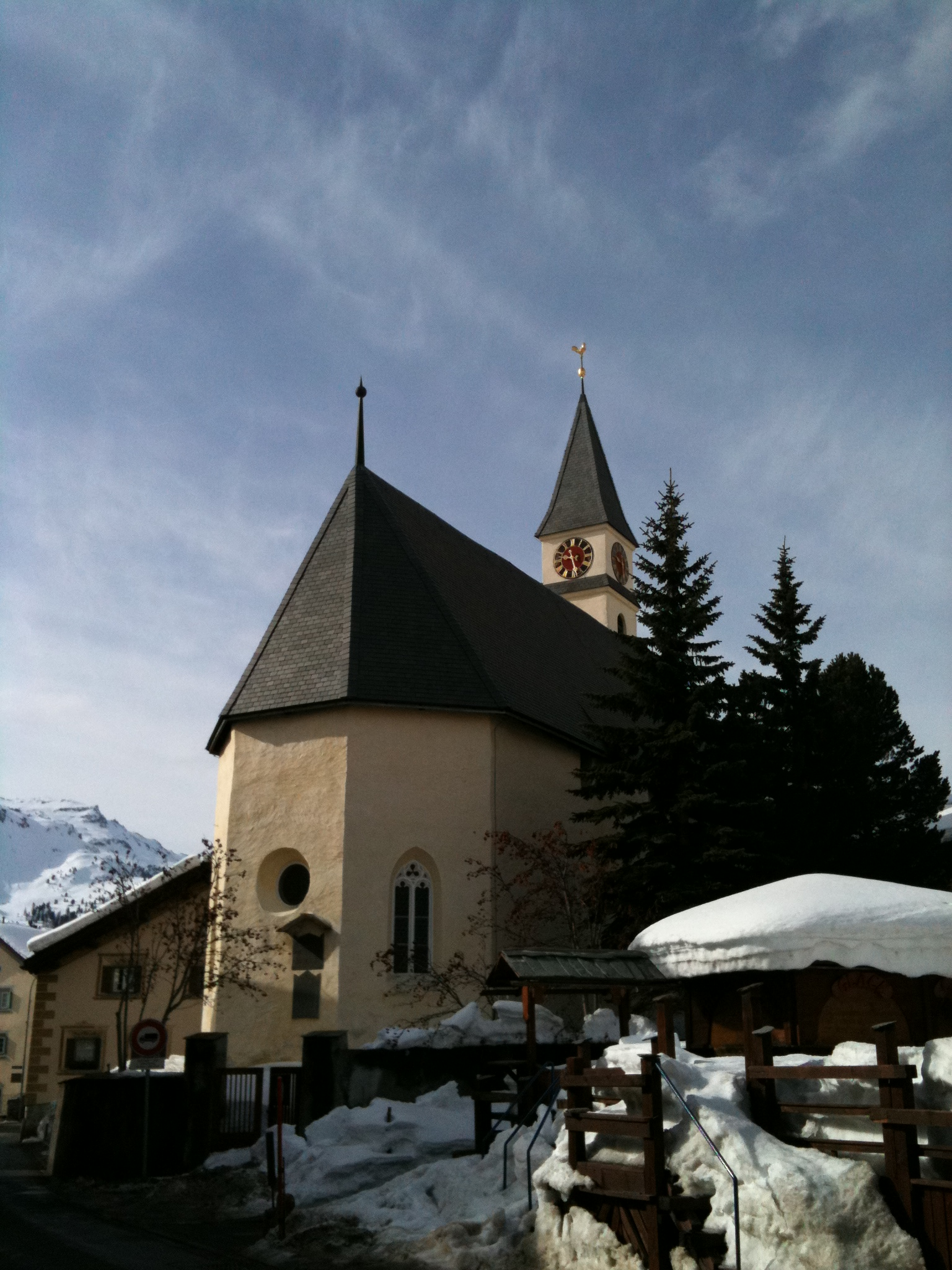
Reformierte Kirche

Seit römischer Zeit ist Silvaplana ein wichtiges Passdorf. Auf dem Julierpass sind römische Säulenbruchstücke zu finden. 1356 erfolgte die erste Erwähnung einer Kirche, 1491 ein spätgotischer Neubau. 1556 wurde die Reformation eingeführt. 1962 erfolgte der Bau der katholischen Marienkirche in Silvaplana.
Im 19. Jahrhundert wurde die Passstrasse ausgebaut, Tourismus kam auf, ein Elektrizitätswerk wurde errichtet. Die Zahl der Landwirtschaftsbetriebe ging von 24 im Jahr 1806 auf drei im Jahr 2000 zurück. 1960 setzte ein Bauboom ein. Neben Hotels (2004 acht Hotels, vier Appart-Hotels) wurde eine unterirdische Parkgarage für 300 Fahrzeuge, eine unterirdische Kläranlage und 2010 bis 2018 eine Umfahrungsstrasse des Dorfs mit einem Tunnel gebaut. Silvaplana entwickelte sich zu einem beliebten Segel- und Kitesurf-Zentrum und ist zudem Austragungsort von Weltcup-Veranstaltungen im Windsurfen. 2005 stellte der dritte Wirtschaftssektor 80 Prozent der Arbeitsplätze.

## Wappen
| Wappen von Silvaplana | Blasonierung: «In Silber auf blauem Schildfuss ein schwarzer, rot bewehrter Steinbock»                               |
| Wappen von Silvaplana | Der Steinbock aus dem Gemeindesiegel wurde mit dem blauen Schildfuss als Hinweis auf den Silvaplaner See kombiniert. |

## Bevölkerung
| Bevölkerungsentwicklung | Bevölkerungsentwicklung | Bevölkerungsentwicklung | Bevölkerungsentwicklung | Bevölkerungsentwicklung | Bevölkerungsentwicklung | Bevölkerungsentwicklung | Bevölkerungsentwicklung | Bevölkerungsentwicklung | Bevölkerungsentwicklung | Bevölkerungsentwicklung | Bevölkerungsentwicklung | Bevölkerungsentwicklung |
| ----------------------- | ----------------------- | ----------------------- | ----------------------- | ----------------------- | ----------------------- | ----------------------- | ----------------------- | ----------------------- | ----------------------- | ----------------------- | ----------------------- | ----------------------- |
| Jahr                    | 1804                    | 1850                    | 1900                    | 1950                    | 1970                    | 1980                    | 1990                    | 2000                    | 2006                    | 2012                    | 2020                    |                         |
| Einwohner               | 348                     | 205                     | 319                     | 333                     | 714                     | 790                     | 720                     | 913                     | 946                     | 1012                    | 1121                    |                         |

### Sprachen
Ursprünglich sprachen alle Einwohner Puter, ein rätoromanisches Idiom. Bereits in der zweiten Hälfte des 19. Jahrhunderts wechselte eine Minderheit zum Deutschen. 1880 gaben 73,3 % und 1910 48,61 % Romanisch als ihre Muttersprache an. Dieser Wert stieg bis 1941 auf 54,9 %. Doch bis 1970 war Romanisch zur Minderheitensprache geworden (1970: 200 von 714 Einwohnern, das entspricht 28,01 %). Seither bricht die Sprache ein. Dank Romanischunterricht in der Schule konnten sich im Jahr 2000 noch 34,1 % in dieser Sprache verständigen.
Zu diesem Zeitpunkt waren rund zwei Drittel der Einwohner von Silvaplana deutsch- und nur noch etwa 11 % romanischsprachig. Der rätoromanische Sprachanteil stabilisierte sich dann und erhöhte sich 2010 auf 33 %. Zusammen mit Deutsch ist Romanisch Behördensprache. Die Entwicklung der vergangenen Jahrzehnte zeigt folgende Tabelle:
| Sprachen in Silvaplana |                   |                   |                   |                   |                   |                   |
| Sprachen               | Volkszählung 1980 | Volkszählung 1980 | Volkszählung 1990 | Volkszählung 1990 | Volkszählung 2000 | Volkszählung 2000 |
| Sprachen               | Anzahl            | Anteil            | Anzahl            | Anteil            | Anzahl            | Anteil            |
| Deutsch                | 346               | 43,80 %           | 434               | 60,28 %           | 602               | 65,94 %           |
| Rätoromanisch          | 207               | 26,20 %           | 141               | 19,58 %           | 97                | 10,62 %           |
| Italienisch            | 138               | 17,47 %           | 127               | 17,64 %           | 145               | 15,88 %           |
| Einwohner              | 790               | 100 %             | 720               | 100 %             | 913               | 100 %             |

### Religion
1556 wechselten die Bewohner zum protestantischen Glauben. Neben der reformierten Dorfkirche gibt es seit 1962 auch die Katholische Kirche Marä Himmelfahrt, die zur Pfarrei St. Mauritius in St. Moritz gehört.

### Herkunft und Nationalität
Von den Ende 2006 gezählten 946 Bewohnern waren 719 (= 76 %) Schweizer Staatsangehörige.

## Verkehr
Der Talverkehr umfährt seit 1965 Silvaplana östlich. Für den Verkehr über den Julierpass wurde im Jahre 2010 mit dem Bau einer Umfahrungsstrasse begonnen, am 27. Juni 2018 wurde sie eröffnet.

## Sehenswürdigkeiten
- Reformierte Dorfkirche
- Schloss Crap da Sass in Surlej
- Unterwerk Albanatscha, 1996, Julierstrasse, Architekt: Hans-Jörg Ruch[6]
- Nietzsche-Stein am Silvaplanersee von die Ewige Wiederkunft

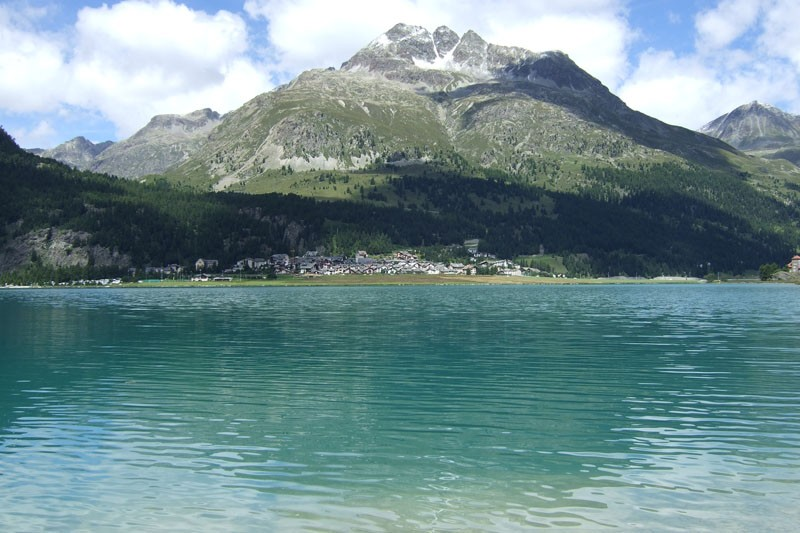
Silvaplana von Surlej aus gesehen
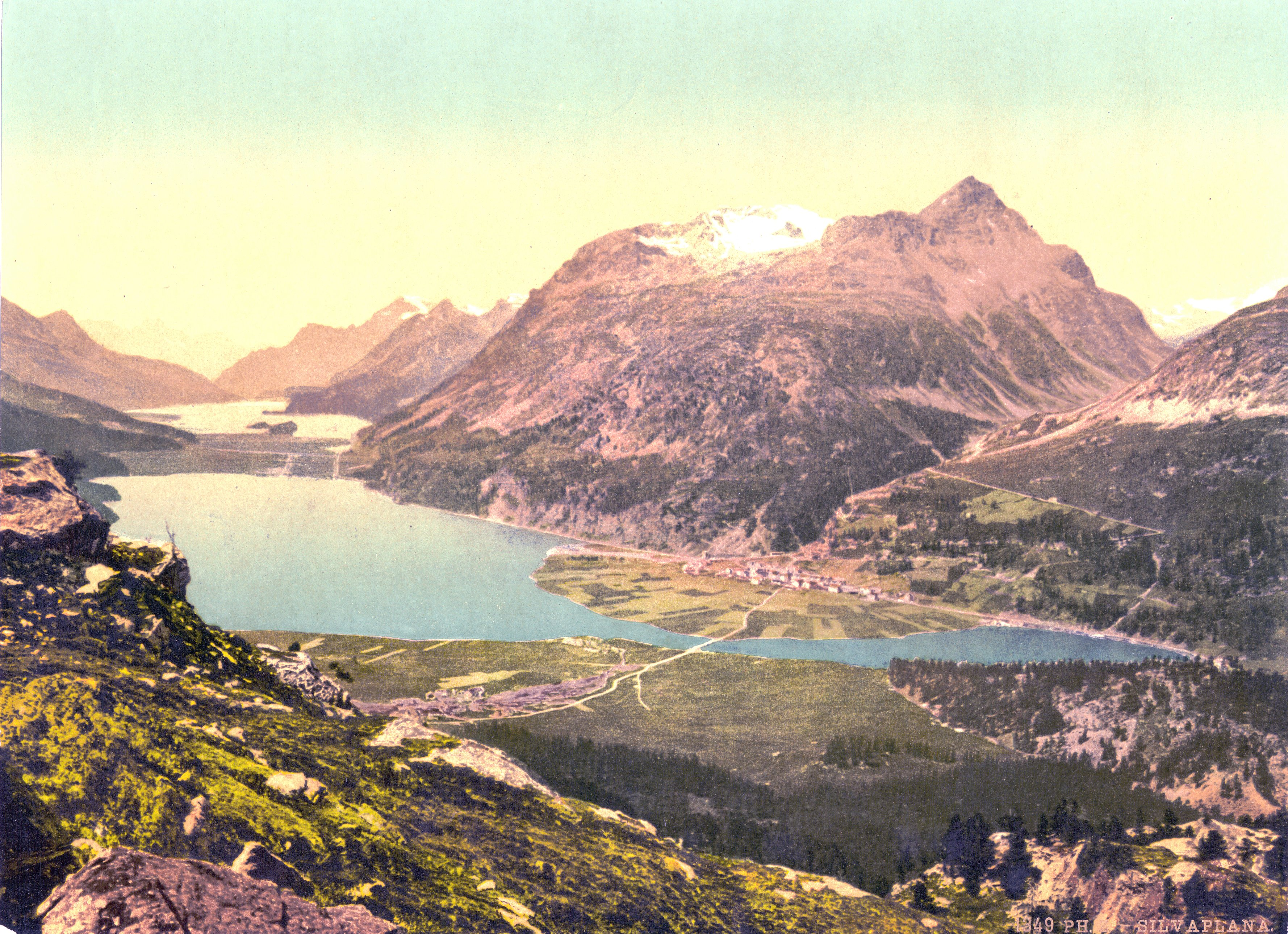
Oberengadin um 1900
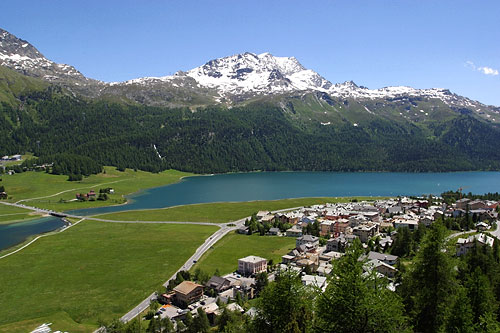
Silvaplanersee und Piz Corvatsch
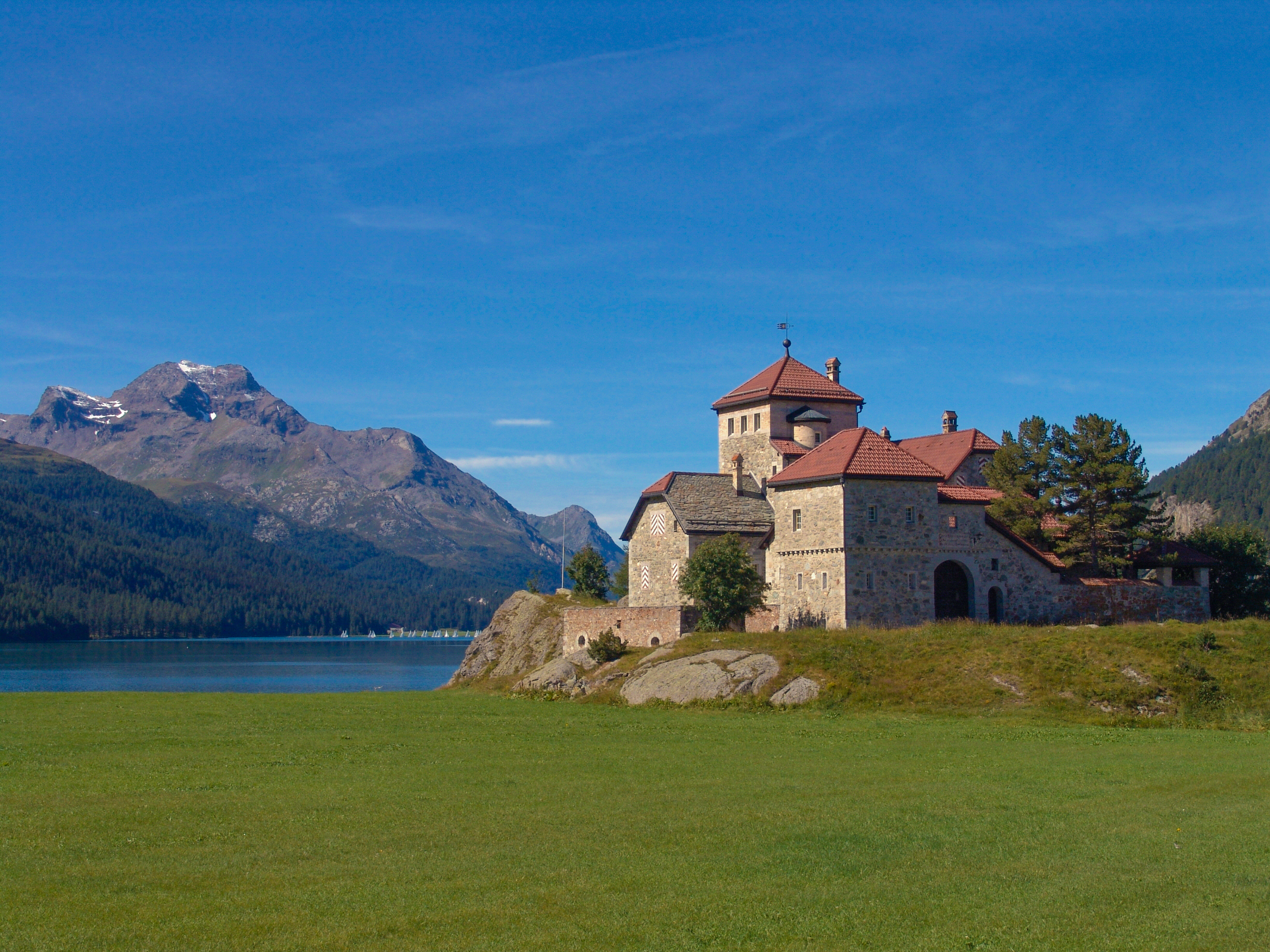
Schloss Crap da Sass

## Persönlichkeiten
- Jörg Jenatsch (1596–1639), Schweizer Pfarrer und Politiker
- Jeremias Lorza (1757–1837), reformierter Pfarrer und Schulreformer
- Johann Robby (1764–1830), Konditor und Zuckerbäcker
- Andreas Grisch (1879–1952), Agrarwissenschaftler
- Elvira Osirnig (1908–2000), Skirennfahrerin
- Katharina von Salis (* 1940), Geologin, Orientierungsläuferin und Frauenrechtlerin